# Carex binderi
Carex binderi är en halvgräsart som beskrevs av Josef Podpěra. Carex binderi ingår i släktet starrar, och familjen halvgräs. Inga underarter finns listade i Catalogue of Life.